# Don't Matter
Don't Matter è un brano musicale del cantante R&B Akon estratto come terzo singolo dall'album Konvicted nel 2007. Ad aprile, il singolo è il secondo numero uno negli Stati Uniti. Il brano è stato classificato alla trentunesima posizione della lista stilata dalla rivista Rolling Stone delle migliori cento canzoni del 2007. Inoltre Don't Matter è all'ottantunesima posizione della classifica dei migliori cento brani dell'anno stilata da MTV Asia.
Il ritornello del brano è ispirato alla canzone Zimbabwe di Bob Marley, mentre il bridge del brano usa un campionamento di Ignition (Remix) di R. Kelly.
Don't Matter ha venduto circa 5.7 milioni di copie, diventando il quinto singolo più venduto a livello mondiale del 2007.

## Tracce
CD-Single SRC 06025 1733121 (UMG) / EAN 0602517331211
1. Don't Matter - 4:11
2. Shakedown (Remix Feat. Red Cafe) - 4:28

CD-Maxi Universal 06025 1733119 (UMG) / EAN 0602517331198
1. Don't Matter - 4:11
2. Shaedown (Remix feat. Red Cafe) - 4:28
3. Easy Road - 4:01
4. Don't Matter (Video)

## Classifiche
| Classifica (2007)               | Posizione più alta |
| ------------------------------- | ------------------ |
| Australia                       | 9                  |
| Austria                         | 31                 |
| Canada                          | 4                  |
| Danimarca                       | 18                 |
| Billboard European Hot 100      | 6                  |
| Francia                         | 6                  |
| Germania                        | 28                 |
| Irlanda                         | 1                  |
| Norvegia                        | 7                  |
| Nuova Zelanda                   | 1                  |
| Svezia                          | 23                 |
| Svizzera                        | 19                 |
| Regno Unito                     | 3                  |
| Billboard Hot 100               | 1                  |
| Billboard Hot R&B/Hip-Hop Songs | 5                  |
| Billboard Pop 100               | 3                  |